# Kishangarh (ort i Indien, Alwar)
Kishangarh är en ort i Indien.   Den ligger i distriktet Alwar och delstaten Rajasthan, i den norra delen av landet, 100 km sydväst om huvudstaden New Delhi. Kishangarh ligger 308 meter över havet och antalet invånare är 10 288.
Terrängen runt Kishangarh är huvudsakligen platt, men söderut är den kuperad. Runt Kishangarh är det tätbefolkat, med 442 invånare per kvadratkilometer. Närmaste större samhälle är Tijāra, 17,8 km nordost om Kishangarh. Trakten runt Kishangarh består till största delen av jordbruksmark.